# Clouds Across the Sun
Clouds Across the Sun è il quinto album dei Firefall, pubblicato dalla casa discografica Atlantic Records nel dicembre del 1980.
Cambiamenti nell'organico del gruppo: George Hawkins e Tris Imboden sostituiscono rispettivamente Mark Andes e Michael Clarke.

## Tracce

### LP
Lato A
1. Be in Love Tonight – 3:40 (Jock Bartley)
2. Staying with It – 3:01 (Tom Snow, John Lewis Parker)
3. Old Wing Mouth – 3:23 (Jimmy Webb)
4. No Class – 4:16 (Jock Bartley, Larry Burnett)
5. Clouds Across the Sun – 4:41 (Rick Roberts)

Lato B
1. I Don't Want to Hear It – 3:44 (Rick Roberts)
2. Quite Like You – 3:25 (Jock Bartley)
3. Love Ain't What It Seems – 3:25 (Robin Miller)
4. Dreamers – 4:09 (David Muse, George Hawkins)
5. Don't It Feel Empty – 3:47 (Rick Roberts)

## Formazione
- Rick Roberts – chitarra acustica
- Rick Roberts – voce solista (brani: Staying with It, Clouds Across the Sun, I Don't Want to Hear It, Love Ain't What It Seems, Dreamers e Don't It Feel Empty)
- Rick Roberts – cori (brani: I Don't Want to Hear It e Dreamers)
- Jock Bartley – chitarra solista, chitarra acustica, chitarra ritmica elettrica, chitarra high string, tambourine
- Jock Bartley – voce solista (brani: Be in Love Tonight e Quite Like You)
- Jock Bartley – cori (brani: Be in Love Tonight, Quite Like You)
- Larry Burnett – chitarra elettrica
- Larry Burnett – voce solista (brani: Old Wing Mouth e No Class)
- David Muse – sassofono, flauti, tastiere, sintetizzatori, vocoder
- George Hawkins – basso
- George Hawkins – cori (brani: Be in Love Tonight, Staying with It, Old Wing Mouth, No Class, I Don't Want to Hear It, Love Ain't What It Seems, Dreamers e Don't It Feel Empty)
- Tris Imboden – batteria

Altri musicisti
- Farrell Morris – percussioni
- Kyle Lehning – organo (brano: Don't It Feel Empty)
- Lisa Nenzo – voce solista (brano: Staying with It)
- Mary Ann Kennedy e Pam Rose – cori (brano: Dreamers)
- Jack Williams – conduttore musicale e arrangiamento strumenti a corda
- David Muse e Mike McRoberts – programmazione sintetizzatori

Note aggiuntive
- Kyle Lehning – produttore, ingegnere delle registrazioni
- Registrazioni effettuate al
Northstar Studios di Boulder, Colorado; Julian Stoll, Bill Shedd, Duane Scott (assistenti ingegnere delle registrazioni)
Lee Hazen's by The Pond di Hendersonville, Tennessee e al Ground Star Studios di Nashville, Tennessee; Ben Harris (assistente ingegnere delle registrazioni)
Mountain Ears Studio di Boulder, Colorado; Steve Strassman (assistente ingegnere delle registrazioni)
- Mixaggio effettuato al Ground Star Studios, Nashville, Tennessee e al Atlantic Studios di New York, New York
- Tom Heid – assistente ingegnere del mixaggio
- Brano Staying with It, mixato da Bill Schnee al Cherokee Studios di Los Angeles, California
- Mastering effettuato allo Sterling Sound Studios di New York
- Bob Defrin – art direction copertina album
- Kim Whitesides – illustrazione copertina album
- Andy Katz – foto copertina album [3]